# ANKRD2
ANKRD2 (англ. Ankyrin repeat domain 2) – білок, який кодується однойменним геном, розташованим у людей на короткому плечі 10-ї хромосоми. Довжина поліпептидного ланцюга білка становить 360 амінокислот, а молекулярна маса — 39 859.
| 10         |  | 20         |  | 30         |  | 40         |  | 50         |
| ---------- |  | ---------- |  | ---------- |  | ---------- |  | ---------- |
| MAKAPSWAGV |  | GALAYKAPEA |  | LWPAEAVMDG |  | TMEDSEAVQR |  | ATALIEQRLA |
| QEEENEKLRG |  | DARQKLPMDL |  | LVLEDEKHHG |  | AQSAALQKVK |  | GQERVRKTSL |
| DLRREIIDVG |  | GIQNLIELRK |  | KRKQKKRDAL |  | AASHEPPPEP |  | EEITGPVDEE |
| TFLKAAVEGK |  | MKVIEKFLAD |  | GGSADTCDQF |  | RRTALHRASL |  | EGHMEILEKL |
| LDNGATVDFQ |  | DRLDCTAMHW |  | ACRGGHLEVV |  | KLLQSHGADT |  | NVRDKLLSTP |
| LHVAVRTGQV |  | EIVEHFLSLG |  | LEINARDREG |  | DTALHDAVRL |  | NRYKIIKLLL |
| LHGADMMTKN |  | LAGKTPTDLV |  | QLWQADTRHA |  | LEHPEPGAEH |  | NGLEGPNDSG |
| RETPQPVPAQ |  |            |  |            |  |            |  |            |

A: Аланін

C: Цистеїн

D: Аспарагінова кислота

E: Глутамінова кислота

F: Фенілаланін

G: Гліцин

H: Гістидин

I: Ізолейцин

K: Лізин

L: Лейцин

M: Метіонін

N: Аспарагін

P: Пролін

Q: Глутамін

R: Аргінін

S: Серин

T: Треонін

V: Валін

W: Триптофан

Кодований геном білок за функцією належить до фосфопротеїнів. 
Задіяний у такому біологічному процесі, як альтернативний сплайсинг. 
Локалізований у цитоплазмі, ядрі.